# Sonja Eriksson
Sonja Elisabet Eriksson, född Bergqvist 28 augusti 1906 i Edefors församling, död 1996 i Nederluleå församling, var en svensk äktnaiv målare.
Sonja Eriksson och hennes man drev en lanthandel i Harads, men hon började måla som pensionär i Piteå omkring 1970. Först gick hon en kurs i porslinsmålning men blev genom sonen Jan-Anders Eriksson inspirerad att måla tavlor, fastän helt autodidakt. Motiven utgjordes ofta av minnen från uppväxten i en norrbottnisk bondby, exempelvis skolgång, jordbruksarbete, andaktsstunder i hem och bönhus, årets högtider och dans på dansbanor. Bilderna utmärks av fantasi och berättarglädje. Efter några år upptäcktes hon av konstkännaren och galleristen Gunnar Hellman, som vurmade för äktnaiv konst. Hon fick därvid nationell uppmärksamhet och efter en utställning i Luleå fick hon ställa ut i Stockholm men också i Paris. Hennes målningar finns i Henie-Onstad Kunstsenter utanför Oslo samt i Frankrike, Tyskland och Förenta staterna. En av hennes vinterbilder blev julpostogram 1979 och utgavs senare som vykort av UNICEF.